# 博德纳尔·翁德拉什
博德纳尔·翁德拉什（匈牙利語：Bodnár András，1942年4月9日—），匈牙利男子游泳、水球运动员。他曾代表匈牙利参加1960年、1964年、1968年和1972年夏季奥林匹克运动会，共获得一枚金牌、一枚银牌和二枚铜牌。